# Étoile de Bessèges 2017
L'Étoile de Bessèges 2017, 47a edició de l'Étoile de Bessèges, es disputà entre l'1 i el 5 de febrer de 2017 sobre un recorregut de 627 km repartits entre cinc etapes. La cursa formà part del calendari de l'UCI Europa Tour 2017, amb una categoria 2.1.
El vencedor final fou el francès Lilian Calmejane (Direct Énergie), vencedor de la tercera etapa en solitari i que va ser capaç de conservar el liderat en la darrera etapa per cinc segons sobre Tony Gallopin (Lotto Soudal). Mads Würtz Schmidt (Katusha Alpecin) completà el podi, alhora que guanyava la classificació dels joves. Alexander Kristoff (Katusha Alpecin) guanyà la classificació per punts i Nico Denz (AG2R La Mondiale) la de la muntanya.

## Equips
L'organització convidà a 18 equips a prendre part en aquesta cursa.
| WorldTeams (4)- AG2R La Mondiale - FDJ - Lotto-Soudal - Katusha-Alpecin Equips continentals professionals (9)- Caja Rural-Seguros RGA - Cofidis, Solutions Crédits - Delko Marseille Provence KTM - Direct Énergie - Fortuneo-Vital Concept - Sport Vlaanderen-Baloise - Verandas Willems-Crelan - Wanty-Groupe Gobert - WB-Veranclassic-Aqua Protect Equips continentals (6)- An Post-ChainReaction - Armée de terre - Cibel-Cebon - HP BTP-Auber 93 - Roth-Akros - Roubaix Lille Métropole |
| |

## Etapes
| Etapa    | Data     | Ciutats d'etapa       | type                      | Distància (km) | Vencedor de l'etapa | Líder de la general |
| -------- | -------- | --------------------- | ------------------------- | -------------- | ------------------- | ------------------- |
| 1a etapa | 1 de feb | Bèlagarda – Bellcaire |                           | 158            | Arnaud Démare       | Arnaud Démare       |
| 2a etapa | 2 de feb | Nimes – Rodilhan      |                           | 152            | Alexander Kristoff  | Alexander Kristoff  |
| 3a etapa | 3 de feb | Bessèja – Bessèja     |                           | 152            | Lilian Calmejane    | Lilian Calmejane    |
| 4a etapa | 4 de feb | Chusclan – Laudun     |                           | 153            | Arnaud Démare       | Lilian Calmejane    |
| 5a etapa | 5 de feb | Alèst – Alèst         | contrarellotge individual | 12             | Tony Gallopin       | Lilian Calmejane    |

### Etapa 1
| \| Classificació de l'etapa \| Classificació de l'etapa \| Classificació de l'etapa \| Classificació de l'etapa \| Classificació de l'etapa \| \| Corredor \| Corredor \| Equip \| Temps \| \| \| ------------------------ \| ------------------------ \| ---------------------------- \| ------------------------ \| ------------------------ \| \| 1r \| Arnaud Démare \| FDJ \| 3h 34' 19" \| \| \| 2n \| Alexander Kristoff \| Katusha-Alpecin \| + 0" \| \| \| 3r \| Roy Jans \| WB-Veranclassic-Aqua Protect \| + 0" \| \| \| 4t \| Florian Sénéchal \| Cofidis, Solutions Crédits \| + 0" \| \| \| 5è \| Rudy Barbier \| AG2R La Mondiale \| + 0" \| \| \| 6è \| Bert Van Lerberghe \| Sport Vlaanderen-Baloise \| + 0" \| \| \| 7è \| Jasper De Buyst \| Lotto-Soudal \| + 0" \| \| \| 8è \| Christophe Laporte \| Cofidis, Solutions Crédits \| + 0" \| \| \| 9è \| Damien Touzé \| HP BTP-Auber 93 \| + 0" \| \| \| 10è \| Jérémy Lecroq \| Roubaix Lille Métropole \| + 0" \| \| |                    |                              |            |
| |                    |                              |            |
| Font: ProCyclingStats |                    |                              |            |
| Classificació de l'etapa |                    |                              |            |
| Corredor | Corredor           | Equip                        | Temps      |
| 1r | Arnaud Démare      | FDJ                          | 3h 34' 19" |
| 2n | Alexander Kristoff | Katusha-Alpecin              | + 0"       |
| 3r | Roy Jans           | WB-Veranclassic-Aqua Protect | + 0"       |
| 4t | Florian Sénéchal   | Cofidis, Solutions Crédits   | + 0"       |
| 5è | Rudy Barbier       | AG2R La Mondiale             | + 0"       |
| 6è | Bert Van Lerberghe | Sport Vlaanderen-Baloise     | + 0"       |
| 7è | Jasper De Buyst    | Lotto-Soudal                 | + 0"       |
| 8è | Christophe Laporte | Cofidis, Solutions Crédits   | + 0"       |
| 9è | Damien Touzé       | HP BTP-Auber 93              | + 0"       |
| 10è | Jérémy Lecroq      | Roubaix Lille Métropole      | + 0"       |

| \| Classificació general \| Classificació general \| Classificació general \| Classificació general \| Classificació general \| \| Corredor \| Corredor \| Equip \| Temps \| \| \| --------------------- \| --------------------- \| ---------------------------- \| --------------------- \| --------------------- \| \| 1r \| Arnaud Démare \| FDJ \| 3h 34' 09" \| \| \| 2n \| Alexander Kristoff \| Katusha-Alpecin \| + 4" \| \| \| 3r \| Roy Jans \| WB-Veranclassic-Aqua Protect \| + 6" \| \| \| 4t \| Nico Denz \| AG2R La Mondiale \| + 7" \| \| \| 5è \| Kévin Lebreton \| Armée de terre \| + 8" \| \| \| 6è \| Jérémy Bescond \| HP BTP-Auber 93 \| + 9" \| \| \| 7è \| Florian Sénéchal \| Cofidis, Solutions Crédits \| + 10" \| \| \| 8è \| Rudy Barbier \| AG2R La Mondiale \| + 10" \| \| \| 9è \| Bert Van Lerberghe \| Sport Vlaanderen-Baloise \| + 10" \| \| \| 10è \| Jasper De Buyst \| Lotto-Soudal \| + 10" \| \| |                    |                              |            |
| |                    |                              |            |
| Font: ProCyclingStats |                    |                              |            |
| Classificació general |                    |                              |            |
| Corredor | Corredor           | Equip                        | Temps      |
| 1r | Arnaud Démare      | FDJ                          | 3h 34' 09" |
| 2n | Alexander Kristoff | Katusha-Alpecin              | + 4"       |
| 3r | Roy Jans           | WB-Veranclassic-Aqua Protect | + 6"       |
| 4t | Nico Denz          | AG2R La Mondiale             | + 7"       |
| 5è | Kévin Lebreton     | Armée de terre               | + 8"       |
| 6è | Jérémy Bescond     | HP BTP-Auber 93              | + 9"       |
| 7è | Florian Sénéchal   | Cofidis, Solutions Crédits   | + 10"      |
| 8è | Rudy Barbier       | AG2R La Mondiale             | + 10"      |
| 9è | Bert Van Lerberghe | Sport Vlaanderen-Baloise     | + 10"      |
| 10è | Jasper De Buyst    | Lotto-Soudal                 | + 10"      |

### Etapa 2
| \| Classificació de l'etapa \| Classificació de l'etapa \| Classificació de l'etapa \| Classificació de l'etapa \| Classificació de l'etapa \| \| Corredor \| Corredor \| Equip \| Temps \| \| \| ------------------------ \| ------------------------ \| ---------------------------- \| ------------------------ \| ------------------------ \| \| 1r \| Alexander Kristoff \| Katusha-Alpecin \| 3h 26' 59" \| \| \| 2n \| Rudy Barbier \| AG2R La Mondiale \| + 0" \| \| \| 3r \| Arnaud Démare \| FDJ \| + 0" \| \| \| 4t \| Lilian Calmejane \| Direct Énergie \| + 0" \| \| \| 5è \| Maxime Vantomme \| WB-Veranclassic-Aqua Protect \| + 0" \| \| \| 6è \| Pieter Vanspeybrouck \| Wanty-Groupe Gobert \| + 0" \| \| \| 7è \| Christophe Laporte \| Cofidis, Solutions Crédits \| + 0" \| \| \| 8è \| Sylvain Chavanel \| Direct Énergie \| + 0" \| \| \| 9è \| Rick Zabel \| Katusha-Alpecin \| + 0" \| \| \| 10è \| Pierre Latour \| AG2R La Mondiale \| + 0" \| \| |                      |                              |            |
| |                      |                              |            |
| Font: ProCyclingStats |                      |                              |            |
| Classificació de l'etapa |                      |                              |            |
| Corredor | Corredor             | Equip                        | Temps      |
| 1r | Alexander Kristoff   | Katusha-Alpecin              | 3h 26' 59" |
| 2n | Rudy Barbier         | AG2R La Mondiale             | + 0"       |
| 3r | Arnaud Démare        | FDJ                          | + 0"       |
| 4t | Lilian Calmejane     | Direct Énergie               | + 0"       |
| 5è | Maxime Vantomme      | WB-Veranclassic-Aqua Protect | + 0"       |
| 6è | Pieter Vanspeybrouck | Wanty-Groupe Gobert          | + 0"       |
| 7è | Christophe Laporte   | Cofidis, Solutions Crédits   | + 0"       |
| 8è | Sylvain Chavanel     | Direct Énergie               | + 0"       |
| 9è | Rick Zabel           | Katusha-Alpecin              | + 0"       |
| 10è | Pierre Latour        | AG2R La Mondiale             | + 0"       |

| \| Classificació general \| Classificació general \| Classificació general \| Classificació general \| Classificació general \| \| Corredor \| Corredor \| Equip \| Temps \| \| \| --------------------- \| --------------------- \| ---------------------------- \| --------------------- \| --------------------- \| \| 1r \| Alexander Kristoff \| Katusha-Alpecin \| 7h 01' 00" \| \| \| 2n \| Arnaud Démare \| FDJ \| + 4" \| \| \| 3r \| Rudy Barbier \| AG2R La Mondiale \| + 12" \| \| \| 4t \| Tony Gallopin \| Lotto-Soudal \| + 15" \| \| \| 5è \| Christophe Laporte \| Cofidis, Solutions Crédits \| + 18" \| \| \| 6è \| Florian Sénéchal \| Cofidis, Solutions Crédits \| + 18" \| \| \| 7è \| Maxime Vantomme \| WB-Veranclassic-Aqua Protect \| + 18" \| \| \| 8è \| Sylvain Chavanel \| Direct Énergie \| + 18" \| \| \| 9è \| Lilian Calmejane \| Direct Énergie \| + 18" \| \| \| 10è \| Pierre Latour \| AG2R La Mondiale \| + 18" \| \| |                    |                              |            |
| |                    |                              |            |
| Font: ProCyclingStats |                    |                              |            |
| Classificació general |                    |                              |            |
| Corredor | Corredor           | Equip                        | Temps      |
| 1r | Alexander Kristoff | Katusha-Alpecin              | 7h 01' 00" |
| 2n | Arnaud Démare      | FDJ                          | + 4"       |
| 3r | Rudy Barbier       | AG2R La Mondiale             | + 12"      |
| 4t | Tony Gallopin      | Lotto-Soudal                 | + 15"      |
| 5è | Christophe Laporte | Cofidis, Solutions Crédits   | + 18"      |
| 6è | Florian Sénéchal   | Cofidis, Solutions Crédits   | + 18"      |
| 7è | Maxime Vantomme    | WB-Veranclassic-Aqua Protect | + 18"      |
| 8è | Sylvain Chavanel   | Direct Énergie               | + 18"      |
| 9è | Lilian Calmejane   | Direct Énergie               | + 18"      |
| 10è | Pierre Latour      | AG2R La Mondiale             | + 18"      |

### Etapa 3
| \| Classificació de l'etapa \| Classificació de l'etapa \| Classificació de l'etapa \| Classificació de l'etapa \| Classificació de l'etapa \| \| Corredor \| Corredor \| Equip \| Temps \| \| \| ------------------------ \| ------------------------ \| ---------------------------- \| ------------------------ \| ------------------------ \| \| 1r \| Lilian Calmejane \| Direct Énergie \| 3h 48' 07" \| \| \| 2n \| Mads Würtz Schmidt \| Katusha-Alpecin \| + 7" \| \| \| 3r \| Mauro Finetto \| Delko-Marseille Provence-KTM \| + 9" \| \| \| 4t \| Samuel Dumoulin \| AG2R La Mondiale \| + 9" \| \| \| 5è \| Nils Politt \| Katusha-Alpecin \| + 9" \| \| \| 6è \| Sylvain Chavanel \| Direct Énergie \| + 9" \| \| \| 7è \| Romain Hardy \| Fortuneo-Vital Concept \| + 9" \| \| \| 8è \| Christophe Laporte \| Cofidis, Solutions Crédits \| + 9" \| \| \| 9è \| Frederik Backaert \| Wanty-Groupe Gobert \| + 9" \| \| \| 10è \| Reto Hollenstein \| Katusha-Alpecin \| + 9" \| \| |                    |                              |            |
| |                    |                              |            |
| Font: ProCyclingStats |                    |                              |            |
| Classificació de l'etapa |                    |                              |            |
| Corredor | Corredor           | Equip                        | Temps      |
| 1r | Lilian Calmejane   | Direct Énergie               | 3h 48' 07" |
| 2n | Mads Würtz Schmidt | Katusha-Alpecin              | + 7"       |
| 3r | Mauro Finetto      | Delko-Marseille Provence-KTM | + 9"       |
| 4t | Samuel Dumoulin    | AG2R La Mondiale             | + 9"       |
| 5è | Nils Politt        | Katusha-Alpecin              | + 9"       |
| 6è | Sylvain Chavanel   | Direct Énergie               | + 9"       |
| 7è | Romain Hardy       | Fortuneo-Vital Concept       | + 9"       |
| 8è | Christophe Laporte | Cofidis, Solutions Crédits   | + 9"       |
| 9è | Frederik Backaert  | Wanty-Groupe Gobert          | + 9"       |
| 10è | Reto Hollenstein   | Katusha-Alpecin              | + 9"       |

| \| Classificació general \| Classificació general \| Classificació general \| Classificació general \| Classificació general \| \| Corredor \| Corredor \| Equip \| Temps \| \| \| --------------------- \| --------------------- \| ---------------------------- \| --------------------- \| --------------------- \| \| 1r \| Lilian Calmejane \| Direct Énergie \| 10h 49' 09" \| \| \| 2n \| Mads Würtz Schmidt \| Katusha-Alpecin \| + 17" \| \| \| 3r \| Tony Gallopin \| Lotto-Soudal \| + 18" \| \| \| 4t \| Sylvain Chavanel \| Direct Énergie \| + 22" \| \| \| 5è \| Christophe Laporte \| Cofidis, Solutions Crédits \| + 25" \| \| \| 6è \| Pierre Latour \| AG2R La Mondiale \| + 25" \| \| \| 7è \| Reto Hollenstein \| Katusha-Alpecin \| + 25" \| \| \| 8è \| Nils Politt \| Katusha-Alpecin \| + 25" \| \| \| 9è \| Romain Hardy \| Fortuneo-Vital Concept \| + 25" \| \| \| 10è \| Maxime Vantomme \| WB-Veranclassic-Aqua Protect \| + 33" \| \| |                    |                              |             |
| |                    |                              |             |
| Font: ProCyclingStats |                    |                              |             |
| Classificació general |                    |                              |             |
| Corredor | Corredor           | Equip                        | Temps       |
| 1r | Lilian Calmejane   | Direct Énergie               | 10h 49' 09" |
| 2n | Mads Würtz Schmidt | Katusha-Alpecin              | + 17"       |
| 3r | Tony Gallopin      | Lotto-Soudal                 | + 18"       |
| 4t | Sylvain Chavanel   | Direct Énergie               | + 22"       |
| 5è | Christophe Laporte | Cofidis, Solutions Crédits   | + 25"       |
| 6è | Pierre Latour      | AG2R La Mondiale             | + 25"       |
| 7è | Reto Hollenstein   | Katusha-Alpecin              | + 25"       |
| 8è | Nils Politt        | Katusha-Alpecin              | + 25"       |
| 9è | Romain Hardy       | Fortuneo-Vital Concept       | + 25"       |
| 10è | Maxime Vantomme    | WB-Veranclassic-Aqua Protect | + 33"       |

### Etapa 4
| \| Classificació de l'etapa \| Classificació de l'etapa \| Classificació de l'etapa \| Classificació de l'etapa \| Classificació de l'etapa \| \| Corredor \| Corredor \| Equip \| Temps \| \| \| ------------------------ \| ------------------------ \| ---------------------------- \| ------------------------ \| ------------------------ \| \| 1r \| Arnaud Démare \| FDJ \| 3h 36' 24" \| \| \| 2n \| Alexander Kristoff \| Katusha-Alpecin \| + 0" \| \| \| 3r \| Christophe Laporte \| Cofidis, Solutions Crédits \| + 0" \| \| \| 4t \| Armindo Fonseca \| Fortuneo-Vital Concept \| + 0" \| \| \| 5è \| Mads Würtz Schmidt \| Katusha-Alpecin \| + 0" \| \| \| 6è \| Pieter Vanspeybrouck \| Wanty-Groupe Gobert \| + 0" \| \| \| 7è \| Roy Jans \| WB-Veranclassic-Aqua Protect \| + 0" \| \| \| 8è \| Eduard Prades i Reverter \| Caja Rural-Seguros RGA \| + 0" \| \| \| 9è \| Andrea Pasqualon \| Wanty-Groupe Gobert \| + 0" \| \| \| 10è \| Maxime Vantomme \| WB-Veranclassic-Aqua Protect \| + 0" \| \| |                          |                              |            |
| |                          |                              |            |
| Font: ProCyclingStats |                          |                              |            |
| Classificació de l'etapa |                          |                              |            |
| Corredor | Corredor                 | Equip                        | Temps      |
| 1r | Arnaud Démare            | FDJ                          | 3h 36' 24" |
| 2n | Alexander Kristoff       | Katusha-Alpecin              | + 0"       |
| 3r | Christophe Laporte       | Cofidis, Solutions Crédits   | + 0"       |
| 4t | Armindo Fonseca          | Fortuneo-Vital Concept       | + 0"       |
| 5è | Mads Würtz Schmidt       | Katusha-Alpecin              | + 0"       |
| 6è | Pieter Vanspeybrouck     | Wanty-Groupe Gobert          | + 0"       |
| 7è | Roy Jans                 | WB-Veranclassic-Aqua Protect | + 0"       |
| 8è | Eduard Prades i Reverter | Caja Rural-Seguros RGA       | + 0"       |
| 9è | Andrea Pasqualon         | Wanty-Groupe Gobert          | + 0"       |
| 10è | Maxime Vantomme          | WB-Veranclassic-Aqua Protect | + 0"       |

| \| Classificació general \| Classificació general \| Classificació general \| Classificació general \| Classificació general \| \| Corredor \| Corredor \| Equip \| Temps \| \| \| --------------------- \| --------------------- \| ---------------------------- \| --------------------- \| --------------------- \| \| 1r \| Lilian Calmejane \| Direct Énergie \| 14h 25' 33" \| \| \| 2n \| Mads Würtz Schmidt \| Katusha-Alpecin \| + 17" \| \| \| 3r \| Tony Gallopin \| Lotto-Soudal \| + 18" \| \| \| 4t \| Christophe Laporte \| Cofidis, Solutions Crédits \| + 21" \| \| \| 5è \| Sylvain Chavanel \| Direct Énergie \| + 22" \| \| \| 6è \| Pierre Latour \| AG2R La Mondiale \| + 25" \| \| \| 7è \| Nils Politt \| Katusha-Alpecin \| + 25" \| \| \| 8è \| Reto Hollenstein \| Katusha-Alpecin \| + 25" \| \| \| 9è \| Romain Hardy \| Fortuneo-Vital Concept \| + 25" \| \| \| 10è \| Maxime Vantomme \| WB-Veranclassic-Aqua Protect \| + 33" \| \| |                    |                              |             |
| |                    |                              |             |
| Font: ProCyclingStats |                    |                              |             |
| Classificació general |                    |                              |             |
| Corredor | Corredor           | Equip                        | Temps       |
| 1r | Lilian Calmejane   | Direct Énergie               | 14h 25' 33" |
| 2n | Mads Würtz Schmidt | Katusha-Alpecin              | + 17"       |
| 3r | Tony Gallopin      | Lotto-Soudal                 | + 18"       |
| 4t | Christophe Laporte | Cofidis, Solutions Crédits   | + 21"       |
| 5è | Sylvain Chavanel   | Direct Énergie               | + 22"       |
| 6è | Pierre Latour      | AG2R La Mondiale             | + 25"       |
| 7è | Nils Politt        | Katusha-Alpecin              | + 25"       |
| 8è | Reto Hollenstein   | Katusha-Alpecin              | + 25"       |
| 9è | Romain Hardy       | Fortuneo-Vital Concept       | + 25"       |
| 10è | Maxime Vantomme    | WB-Veranclassic-Aqua Protect | + 33"       |

### Etapa 5
| \| Classificació de l'etapa \| Classificació de l'etapa \| Classificació de l'etapa \| Classificació de l'etapa \| Classificació de l'etapa \| \| Corredor \| Corredor \| Equip \| Temps \| \| \| ------------------------ \| ------------------------ \| ---------------------------- \| ------------------------ \| ------------------------ \| \| 1r \| Tony Gallopin \| Lotto-Soudal \| 17' 05" \| \| \| 2n \| Lilian Calmejane \| Direct Énergie \| + 13" \| \| \| 3r \| Pierre Latour \| AG2R La Mondiale \| + 17" \| \| \| 4t \| Mads Würtz Schmidt \| Katusha-Alpecin \| + 20" \| \| \| 5è \| Sylvain Chavanel \| Direct Énergie \| + 22" \| \| \| 6è \| Olivier Pardini \| WB-Veranclassic-Aqua Protect \| + 38" \| \| \| 7è \| Nils Politt \| Katusha-Alpecin \| + 41" \| \| \| 8è \| Kevyn Ista \| WB-Veranclassic-Aqua Protect \| + 51" \| \| \| 9è \| Christophe Laporte \| Cofidis, Solutions Crédits \| + 51" \| \| \| 10è \| Anthony Turgis \| Cofidis, Solutions Crédits \| + 52" \| \| |                    |                              |         |
| |                    |                              |         |
| Font: ProCyclingStats |                    |                              |         |
| Classificació de l'etapa |                    |                              |         |
| Corredor | Corredor           | Equip                        | Temps   |
| 1r | Tony Gallopin      | Lotto-Soudal                 | 17' 05" |
| 2n | Lilian Calmejane   | Direct Énergie               | + 13"   |
| 3r | Pierre Latour      | AG2R La Mondiale             | + 17"   |
| 4t | Mads Würtz Schmidt | Katusha-Alpecin              | + 20"   |
| 5è | Sylvain Chavanel   | Direct Énergie               | + 22"   |
| 6è | Olivier Pardini    | WB-Veranclassic-Aqua Protect | + 38"   |
| 7è | Nils Politt        | Katusha-Alpecin              | + 41"   |
| 8è | Kevyn Ista         | WB-Veranclassic-Aqua Protect | + 51"   |
| 9è | Christophe Laporte | Cofidis, Solutions Crédits   | + 51"   |
| 10è | Anthony Turgis     | Cofidis, Solutions Crédits   | + 52"   |

## Classificació final
| \| Classificació general \| Classificació general \| Classificació general \| Classificació general \| Classificació general \| \| Corredor \| Corredor \| Equip \| Temps \| \| \| --------------------- \| --------------------- \| ---------------------------- \| --------------------- \| --------------------- \| \| 1r \| Lilian Calmejane \| Direct Énergie \| 14h 42' 51" \| \| \| 2n \| Tony Gallopin \| Lotto-Soudal \| + 5" \| \| \| 3r \| Mads Würtz Schmidt \| Katusha-Alpecin \| + 24" \| \| \| 4t \| Pierre Latour \| AG2R La Mondiale \| + 29" \| \| \| 5è \| Sylvain Chavanel \| Direct Énergie \| + 31" \| \| \| 6è \| Nils Politt \| Katusha-Alpecin \| + 53" \| \| \| 7è \| Christophe Laporte \| Cofidis, Solutions Crédits \| + 59" \| \| \| 8è \| Maxime Vantomme \| WB-Veranclassic-Aqua Protect \| + 1' 18" \| \| \| 9è \| Reto Hollenstein \| Katusha-Alpecin \| + 1' 33" \| \| \| 10è \| Romain Hardy \| Fortuneo-Vital Concept \| + 2' 11" \| \| \| 11è \| Mauro Finetto \| Delko-Marseille Provence-KTM \| + 2' 56" \| \| \| 12è \| Arnold Jeannesson \| Fortuneo-Vital Concept \| + 3' 05" \| \| \| 13è \| Jérôme Cousin \| Cofidis, Solutions Crédits \| + 5' 35" \| \| \| 14è \| Jaime Rosón García \| Caja Rural-Seguros RGA \| + 7' 26" \| \| \| 15è \| Roland Thalmann \| Roth-Akros \| + 7' 27" \| \| |                    |                              |             |
| |                    |                              |             |
| Fonts: ProCyclingStats Cycling Quotient |                    |                              |             |
| Classificació general |                    |                              |             |
| Corredor | Corredor           | Equip                        | Temps       |
| 1r | Lilian Calmejane   | Direct Énergie               | 14h 42' 51" |
| 2n | Tony Gallopin      | Lotto-Soudal                 | + 5"        |
| 3r | Mads Würtz Schmidt | Katusha-Alpecin              | + 24"       |
| 4t | Pierre Latour      | AG2R La Mondiale             | + 29"       |
| 5è | Sylvain Chavanel   | Direct Énergie               | + 31"       |
| 6è | Nils Politt        | Katusha-Alpecin              | + 53"       |
| 7è | Christophe Laporte | Cofidis, Solutions Crédits   | + 59"       |
| 8è | Maxime Vantomme    | WB-Veranclassic-Aqua Protect | + 1' 18"    |
| 9è | Reto Hollenstein   | Katusha-Alpecin              | + 1' 33"    |
| 10è | Romain Hardy       | Fortuneo-Vital Concept       | + 2' 11"    |
| 11è | Mauro Finetto      | Delko-Marseille Provence-KTM | + 2' 56"    |
| 12è | Arnold Jeannesson  | Fortuneo-Vital Concept       | + 3' 05"    |
| 13è | Jérôme Cousin      | Cofidis, Solutions Crédits   | + 5' 35"    |
| 14è | Jaime Rosón García | Caja Rural-Seguros RGA       | + 7' 26"    |
| 15è | Roland Thalmann    | Roth-Akros                   | + 7' 27"    |

## Evolució de les classificacions
| Etapa | Vencedor           | Classificació general | Classificació per punts | Classificació de la muntanya | Classificació dels joves |
| ----- | ------------------ | --------------------- | ----------------------- | ---------------------------- | ------------------------ |
| 1     | Arnaud Démare      | Arnaud Démare         | Arnaud Démare           | Nico Denz                    | Nico Denz                |
| 2     | Alexander Kristoff | Alexander Kristoff    | Alexander Kristoff      | Nico Denz                    | Nils Politt              |
| 3     | Lilian Calmejane   | Lilian Calmejane      | Lilian Calmejane        | Nico Denz                    | Mads Würtz Schmidt       |
| 4     | Arnaud Démare      | Lilian Calmejane      | Alexander Kristoff      | Nico Denz                    | Mads Würtz Schmidt       |
| 5     | Tony Gallopin      | Lilian Calmejane      | Alexander Kristoff      | Nico Denz                    | Mads Würtz Schmidt       |
| Final | Final              | Lilian Calmejane      | Alexander Kristoff      | Nico Denz                    | Mads Würtz Schmidt       |